# Marzio Liuni
Marzio Liuni (Novara, 19 novembre 1964) è un politico italiano.
Dal 29 marzo 2018 è Segretario dell'ufficio di presidenza.